# Rugby Canada Super League 2006
Rugby Canada Super League 2006 – dziewiąta edycja najwyższej klasy rozgrywkowej w rugby union w Kanadzie. Zawody odbywały się w dniach 3 czerwca–5 sierpnia 2006 roku.
Jeszcze przed rozpoczęciem rozgrywek wycofał się zespół Manitoba Buffalo, co wymusiło zmianę terminarza.
W zawodach triumfowała drużyna Newfoundland Rock, która w finałowym pojedynku pokonała zespół Saskatchewan Prairie Fire 28–14, a dwa przyłożenia w tym spotkaniu zdobył Frank Walsh. Obie drużyny awansowały do finału bez porażki w rozgrywkach grupowych, dodatkowo w każdym meczu zdobywając średnio pięćdziesiąt punktów.
Finał rozgrywek był transmitowany w Internecie.

## Faza grupowa

### Dywizja wschodnia
| 3 czerwca 200610:30 | Niagara Thunder | 32:25 | Ottawa Harlequins | Crusaders Park, Oakville |
| 3 czerwca 200610:30 |                 | 32:25 |                   | Crusaders Park, Oakville |

| 3 czerwca 200614:00 | New Brunswick Black Spruce | 3:27 | Newfoundland Rock | Loyalist RFC, Fredericton |
| 3 czerwca 200614:00 |                            | 3:27 |                   | Loyalist RFC, Fredericton |

| 9 czerwca 200613:00 | Toronto Xtreme | 5:38 | Niagara Thunder | Fletcher’s Fields, Markham |
| 9 czerwca 200613:00 |                | 5:38 |                 | Fletcher’s Fields, Markham |

| 10 czerwca 200615:00 | Ottawa Harlequins | 38:19 | Quebec Caribou | Twin Elm Rugby Park, Ottawa |
| 10 czerwca 200615:00 |                   | 38:19 |                | Twin Elm Rugby Park, Ottawa |

| 10 czerwca 200617:00 | Nova Scotia Keltics | 7:26 | New Brunswick Black Spruce |  |
| 10 czerwca 200617:00 |                     | 7:26 |                            |  |

| 17 czerwca 200615:00 | Newfoundland Rock | 76:15 | Nova Scotia Keltics | Swilers Rugby Complex, St. John’s |
| 17 czerwca 200615:00 |                   | 76:15 |                     | Swilers Rugby Complex, St. John’s |

| 23 czerwca 200618:00 | Nova Scotia Keltics | 10:15 | Quebec Caribou |  |
| 23 czerwca 200618:00 |                     | 10:15 |                |  |

| 25 czerwca 200614:00 | New Brunswick Black Spruce | 20:22 | Quebec Caribou | Loyalist RFC, Fredericton |
| 25 czerwca 200614:00 |                            | 20:22 |                | Loyalist RFC, Fredericton |

| 25 czerwca 200615:00 | Ottawa Harlequins | 10:0 | Toronto Xtreme | Twin Elm Rugby Park, Ottawa |
| 25 czerwca 200615:00 |                   | 10:0 |                | Twin Elm Rugby Park, Ottawa |

| 30 czerwca 200618:00 | Ottawa Harlequins | 7:67 | Newfoundland Rock | Twin Elm Rugby Park, Ottawa |
| 30 czerwca 200618:00 |                   | 7:67 |                   | Twin Elm Rugby Park, Ottawa |

| 30 czerwca 200619:30 | Toronto Xtreme | 30:14 | Nova Scotia Keltics | Fletcher’s Fields, Markham |
| 30 czerwca 200619:30 |                | 30:14 |                     | Fletcher’s Fields, Markham |

| 30 czerwca 200620:00 | Niagara Thunder | 47:10 | New Brunswick Black Spruce | Hamilton |
| 30 czerwca 200620:00 |                 | 47:10 |                            | Hamilton |

| 2 lipca 200613:00 | Niagara Thunder | 60:19 | Nova Scotia Keltics | Burlington |
| 2 lipca 200613:00 |                 | 60:19 |                     | Burlington |

| 2 lipca 200614:30 | Toronto Xtreme | 10:34 | New Brunswick Black Spruce | Fletcher’s Fields, Markham |
| 2 lipca 200614:30 |                | 10:34 |                            | Fletcher’s Fields, Markham |

| 2 lipca 200617:00 | Quebec Caribou | 3:53 | Newfoundland Rock |  |
| 2 lipca 200617:00 |                | 3:53 |                   |  |

| 8 lipca 200615:00 | Newfoundland Rock | 36:19 | Niagara Thunder | Swilers Rugby Complex, St. John’s |
| 8 lipca 200615:00 |                   | 36:19 |                 | Swilers Rugby Complex, St. John’s |

| 8 lipca 200617:30 | Quebec Caribou | 12:21 | Toronto Xtreme | Montreal |
| 8 lipca 200617:30 |                | 12:21 |                | Montreal |

| 14 lipca 200618:00 | Nova Scotia Keltics | 18:12 | Ottawa Harlequins |  |
| 14 lipca 200618:00 |                     | 18:12 |                   |  |

| 15 lipca 200615:00 | Newfoundland Rock | 71:5 | Toronto Xtreme | Swilers Rugby Complex, St. John’s |
| 15 lipca 200615:00 |                   | 71:5 |                | Swilers Rugby Complex, St. John’s |

| 16 lipca 200614:00 | New Brunswick Black Spruce | 12:27 | Ottawa Harlequins | Loyalist RFC, Fredericton |
| 16 lipca 200614:00 |                            | 12:27 |                   | Loyalist RFC, Fredericton |

| 22 lipca 200617:30 | Quebec Caribou | 6:19 | Niagara Thunder | Montreal |
| 22 lipca 200617:30 |                | 6:19 |                 | Montreal |

### Dywizja zachodnia
| 16 czerwca 2006 | Edmonton Gold | 15:24 | Vancouver Island Crimson Tide | Ellerslie Rugby Park, Edmonton |
| 16 czerwca 2006 |               | 15:24 |                               | Ellerslie Rugby Park, Edmonton |

| 18 czerwca 2006 | Calgary Mavericks | 28:25 | Vancouver Island Crimson Tide | Calgary Rugby Park, Calgary |
| 18 czerwca 2006 |                   | 28:25 |                               | Calgary Rugby Park, Calgary |

| 24 czerwca 2006 | Calgary Mavericks | 13:35 | Saskatchewan Prairie Fire | Calgary Rugby Park, Calgary |
| 24 czerwca 2006 |                   | 13:35 |                           | Calgary Rugby Park, Calgary |

| 24 czerwca 2006 | Vancouver Wave | 15:26 | Edmonton Gold | Brockton Oval, Vancouver |
| 24 czerwca 2006 |                | 15:26 |               | Brockton Oval, Vancouver |

| 8 lipca 2006 | Vancouver Island Crimson Tide | 20:39 | Saskatchewan Prairie Fire | Cowichan Rugby Club, Duncan |
| 8 lipca 2006 |                               | 20:39 |                           | Cowichan Rugby Club, Duncan |

| 8 lipca 2006 | Vancouver Wave | 29:37 | Calgary Mavericks | Burnaby Lake Rugby Club, Burnaby |
| 8 lipca 2006 |                | 29:37 |                   | Burnaby Lake Rugby Club, Burnaby |

| 14 lipca 2006 | Saskatchewan Prairie Fire | 69:5 | Vancouver Wave | Regina Rugby Club, Regina |
| 14 lipca 2006 |                           | 69:5 |                | Regina Rugby Club, Regina |

| 15 lipca 2006 | Edmonton Gold | 32:0 | Calgary Mavericks | Ellerslie Rugby Park, Edmonton |
| 15 lipca 2006 |               | 32:0 |                   | Ellerslie Rugby Park, Edmonton |

| 22 lipca 2006 | Vancouver Wave | 23:8 | Vancouver Island Crimson Tide | Burnaby Lake Rugby Club, Burnaby |
| 22 lipca 2006 |                | 23:8 |                               | Burnaby Lake Rugby Club, Burnaby |

| 22 lipca 2006 | Saskatchewan Prairie Fire | 58:12 | Edmonton Gold | Regina Rugby Club, Regina |
| 22 lipca 2006 |                           | 58:12 |               | Regina Rugby Club, Regina |

## Finał
| 5 sierpnia 2006 | Newfoundland Rock | 28:14 | Saskatchewan Prairie Fire | Swilers Rugby Complex, St. John’s |
| 5 sierpnia 2006 |                   | 28:14 |                           | Swilers Rugby Complex, St. John’s |